# Стара атичка комедија
Стара атичка комедија је назив за први период античке грчке комедије, према канонској подели александријских граматичара. Најистакнутији драмски писац из овог периода је Аристофан, чија дјела својом оштром политичком сатиром и јасним алузијама дефинишу комедиографско стваралаштво Атине током 5. века. У његовим комедијама се исмевајунајважније институције и јавне особе тога времена. Поред многобројних атинских писаца тадашњице, најзначајнији ривали Аристофона, били су Хермип и Еуполид.

## Структура
Основни елементи који су чинили стару комедију јесу:
- пролог
- парода
- агон
- парабаза
- епизодне сцене
- егзода

Композиција старе античке комедије позната нам је на основу девет текстова чији је аутор Аристофан (две комедије, од укупно једанаест сачуваних, Жене у народној скупштини и Плутос хронолошки припадају средњој атичкој комедији).
Представа је почињала прологом, којим се публика обавештава о теми комада. Затим следи пародос. Пародос прераста у агон (αγων), надметање речима, које чини расправа двојице глумаца који заступају опречне ставове и мишљења, уз учешће хора. Агон има сложену структуру. После уводне песме, корифеј, хоровођа, подстиче једног од глумаца да говори. Први глумац износи своје аргументе, при чему га могу прекидати његов противник, други говорник, или неки од комичних типова. У говору дискутанта уочавају се врхунац излагања и завршни део говора. Затим следи одговор противника који понавља целу схему излагања противника. На крају, хор доноси суд о дискусији. За епирематским агоном долази парабаза, посебни издвојени средишњи део комедије. Глумци напуштају сцену, хор скида маске и иступа (гр. παραβασις – иступање, излажење напред) обраћајући се публици и разбијајући сценску илузију. Парабаза се састоји од два главна дела. Најпре се хоровођа у име песника обраћа публици док хор у ритму марша пролази поред публике. Други део је песма хора која се састоји из 4 дела: ода, антода, епирема, и антепирема. Могла се јавити и споредна парабаза. Често се парабаза тематски не поклапа са предметом расправе у агону. Предмет излагања у парабази су услови у којима песник ради и политичке прилике у Атини. После парабазе следи низ епизодних глумачких сцена без учешћа хора. Јунак епизодних сцена, најчешће победник комичног агона, сусреће разне типичне ликове из свакодневног живота. Завршни део комедије је егзода, која има облик комоса. У виду распеване свечарске поворке хор излази са сцене а са њим, обично, и главни јунак комедије.

## Настанак
Стара античка комедија настала је у исто време кад и античка трагедија на прелазу из 6. у 5. век п. н. е. Обавезни део свечаности посвећених култу Диониса појављује се касније и почиње да се приказује на Великим или Градским Дионисијама тек од 442. п. н. е.
Постоје две теорије које покушавају да објасне настанак старе античке комедије: композитна и унитарна. 
Према заговорницима композитне теорије, стара атичка комедија настала је стапањем елемената различитог порекла. Хорски средишњи део са парабазом и агоном могао се развити из комоса, веселе поворке које су биле саставни део обичаја вегетативних култова. Учесници тих поворки носили су маске разних животиња, певали песме, ругали се, надметали у погрдама. Свечаност се завршавала слављем и весељем. Отуд и егзода у комедији добија неки вид бучног весеља. Епизодне глумачке сцене развиле су се по угледу на дорске фарсе и Епимархову сицилијанску комедију.
Унитаристи доводе у питање утицај дорских фарси и сицилијанске комедије. Сматрају да се античка комедија спонтано развила из атичких заметака. Фолклорно-ритуална предисторија условила је стално присуство хора у старој комедији, појаву комичког агона, парабазе и егзоде у виду старог комоса. Комос, весела и распусна поворка, приликом празника (посебно свечаности посвећених култу Диониса) обилази насеља певајући, ругајући се и збијајући шале. Том приликом поименично исмевају суграђане, упућују инвективе. А лична инвектива, посебно упућена истакнутим савременицима политичарима, филозофима, песницима, музичарима, типична је одлика старе атичке комедије. Управо лична инвектива допринела је да предмет атичких комедија буде актуелна проблематика атинског друштвеног живота. Политички и друштвени живот пружиће грађу песнику за стварање комичног заплета и изградњу комичног агона. Такав развој античке комедије могла је да обезбеди једино слобода говора остварена у демократској Атини. Ограничавање слободе говора значило је и крај старе атичке комедије што се поклапа са опадањем моћи атинског полиса и коначним поразом у Пелопонеском рату.

## Утицај
Европски сљедбеници, као што су Франсоа Рабле, Мигел де Сервантес, Сааведра Џонатан Свифт, и Волтер, искористили су технике писаца старе комедије како би у својим дјелима прекрили директно критиковање владе. Те технике присутне су и у појединим продукцијама данашњице; у Saturday Night Live скеч комедија шоуу или у британској серији Летећи циркус, Монтија Пајтона.